# Okrug Mohave, Arizona
Mohave, okrug u Arizoni, 34,886 km² (13,470 mi²);  193,035 stanovnika (2006); središte Kingman. Okrug Mohave drugi je po veličini u Arizoni, odmah iza Coconina, smješten na sjeverozapadu države, i poglavito se nalazi pod pustinjama. Prva okružna sjedišta do njegovog preseljenja u Kingman (isprva zvan Middleton) bila su Callville, Mohave City, Hardyville, Cerbat i Mineral Park, od kojih nijedan više danas ne postoji. 

## Povijest
Godine 1864. okrug Mohave jedan je od četiri stvorena okruga Novog teritorija Arizona (New Territory of Arizona). Svoje ime dobiva po Mohave Indijancima, plemenu srodnom Yumama što su živjeli duž Colorada. Izvorno okrug obuhvaća cijeli sjeverozapad Arizone. Okružno središte prvim postaje Callville, ali kada je dio Arizone 1865. pripao Nevadi, sjedište je 1866. premješteno u Mohave City, a nakon toga 1871. u Cerbat, pa 1872. u Hardyville, i 1873. u gradić Mineral Park, koji je osnovan još 1871. Sve su ovo bila rudarska naselja koja su postali 'gradovi duhova' ili 'ghost towns'. Calville danas pripada Nevadi.
Poštanski ured u Cerbatu osnovan je 1872, a nestaje kao grad negdje u ranom 20. stoljeću.
Gradić Hardyville jedan od mnogih uz rijeku Colorado iz kojega su se putnici prevozili preko Colorada u Kaliforniju. Ime je dobio po William Harrison Hardyju ( vidi  Arhivirana inačica izvorne stranice od 12. listopada 2007. (Wayback Machine)), a imao je oko 20 stalnih stanovnika. Poštanski ured, osnovan je 17 dana mjeseca siječnja 1865. Rudarski gradić Mineral Park je bilo napredno mjesto s vlastitim novinama za svojih sedam stotina stanovnika, imao je svoje doktore, odvjetnike, i kovače. Danas su ostale samo njegove ruševine koje se nalaze pod zaštitom rudarske kompanije. Kingman, koji za razliku od ostalih bivših gradova nije nastao kao rudarski grad, nego kao željeznički, nalazi se u slikovitom prirodnom bazenu, okružen bazaltnim planinama, svoje ime dobiva po inženjeru Lewis Kingmanu.

## Gradovi i naselja
U okrugu Mohave nalaze se gradovi: Bluewater, Bullhead City, Cane Beds, Chloride, Colorado City, Davis Dam, Desert Hills, Dolan Springs, Fort Mohave, Golden Valley, Hackberry, Hualapai, Kaibab, Kingman, Lake Havasu City, Littlefield, Meadview, Moccasin, Mohave Valley, Oatman, Peach Springs, Riviera, Temple Bar Marina, Topock, Truxton, Valentine, White Hills, Wikieup, Willow Beach i Yucca.

## Vanjske poveznice
- Chronology of Mohave County  Arhivirana inačica izvorne stranice od 12. listopada 2007. (Wayback Machine)